# Tudományos és Innovációs Dolgozók Szakszervezete
A Tudományos és Innovációs Dolgozók Szakszervezete (TUDOSZ) a tudományos kutatás, fejlesztés; természettudományi, műszaki kutatás, fejlesztés; biotechnológiai kutatás, fejlesztés; társadalomtudományi, humán kutatás, fejlesztés; innovációs fejlesztés, tevékenység ágazati szakszervezete, az Értelmiségi Szakszervezeti Tömörülés (ÉSZT) konföderáció tagja.

## Története
1988. június 25-én a Szakszervezeti Kutató Intézet (Szeki) nagytermében megtartott alapító kongresszuson hivatalosan megalakult a Tudományos Dolgozók Szakszervezete (rövidítve: TUDOSZ).
A Tudosz munkavállalók érdekvédelmi és érdekképviseleti szervezete, önálló jogi személy. A Fővárosi Bíróság az 1989. évi II. törvény 15. §-ának (1) bekezdése alapján 544. sorszám alatt a társadalmi szervezetek nyilvántartásába vette. A társadalmi szervezet nyilvántartásba vételéről rendelkező jogerős bírósági határozat száma: Pk.60693/1989/1, kelte: 1989.11.15.
Az 1993. október 2-i küldöttértekezlet a szakszervezet nevét megváltoztatta, amit 1994. szeptember 14-ével a Fővárosi Bíróság nyilvántartásba vett. Az új, azóta is változatlan név: Tudományos és Innovációs Dolgozók Szakszervezete, rövidítve továbbra is TUDOSZ.

## Tevékenysége
A TUDOSZ tevékenységének kiemelkedően fontos része a tagság anyagi és szociális helyzetének, társadalmi elismertségének javítása, alapvető törekvése az eredményes érdekegyeztetési rendszer, a működőképes szociális párbeszéd, a foglalkoztatás biztonsága, valamint az európai uniós szintű kereseti, szociális és nyugdíjviszonyokhoz való közelítés. Részt vesz a tudományos és közalkalmazotti érdekegyeztetésben, a kutatóintézet és a minisztériumok fennhatósága alá tartozó intézetek dolgozóinak élet-és munkakörülményeivel összefüggő kérdésekben foglal állást. A Magyar Tudományos Akadémia Érdekegyeztető Tanácsában állandó résztvevő, ahogy a Felsőoktatási Érdekegyeztető Tanácsban és a Közszolgálati Szakszervezetek Demonstrációs és Sztrájkbizottságában (Közdemosz) is. A konföderáción keresztül vesz részt az OKÉT munkájában.
Az érdekképviseleti munkát rétegtagozat is segíti, a tanulók és ifjú munkavállalók tagozata.
Az érdekvédelmet jogsegélyszolgálattal is erősíti. A TUDOSZ az érdekvédelem és érdekképviselet elsődlegessége mellett tagjai számára egyéb szolgáltatásokat is nyújt: oktatást/képzést, üdültetést segélyezést, öntevékeny kulturális és sport tevékenységet, jogi és pénzügyi tanácsadást, balesetbiztosítást.
A TUDOSZ lapja a Szószóló, amely a tudományos élet, a közalkalmazotti világ és a szakszervezeti élet híreit, eseményeit ismerteti, az aktuális kérdésekkel, problémákkal foglalkozik

## Felépítése
Ahogy tevékenységét, úgy felépítését is az alapszabály tartalmazza.
Legfőbb döntéshozó szerv a kongresszus. Két kongresszus között a TUDOSZ munkáját a hat tagú elnökség irányítja.

## Vezetői
Az elnökség tagjai 2022. december 5-től
- Dr. Koreczné Kazinczi Ilona elnök
- Bereczki László elnökségi tag
- Gulyás László elnökségi tag.

## Külső hivatkozások
- A Tudosz honlapja
- A Tudosz Alapszabálya